# Cucchiaino

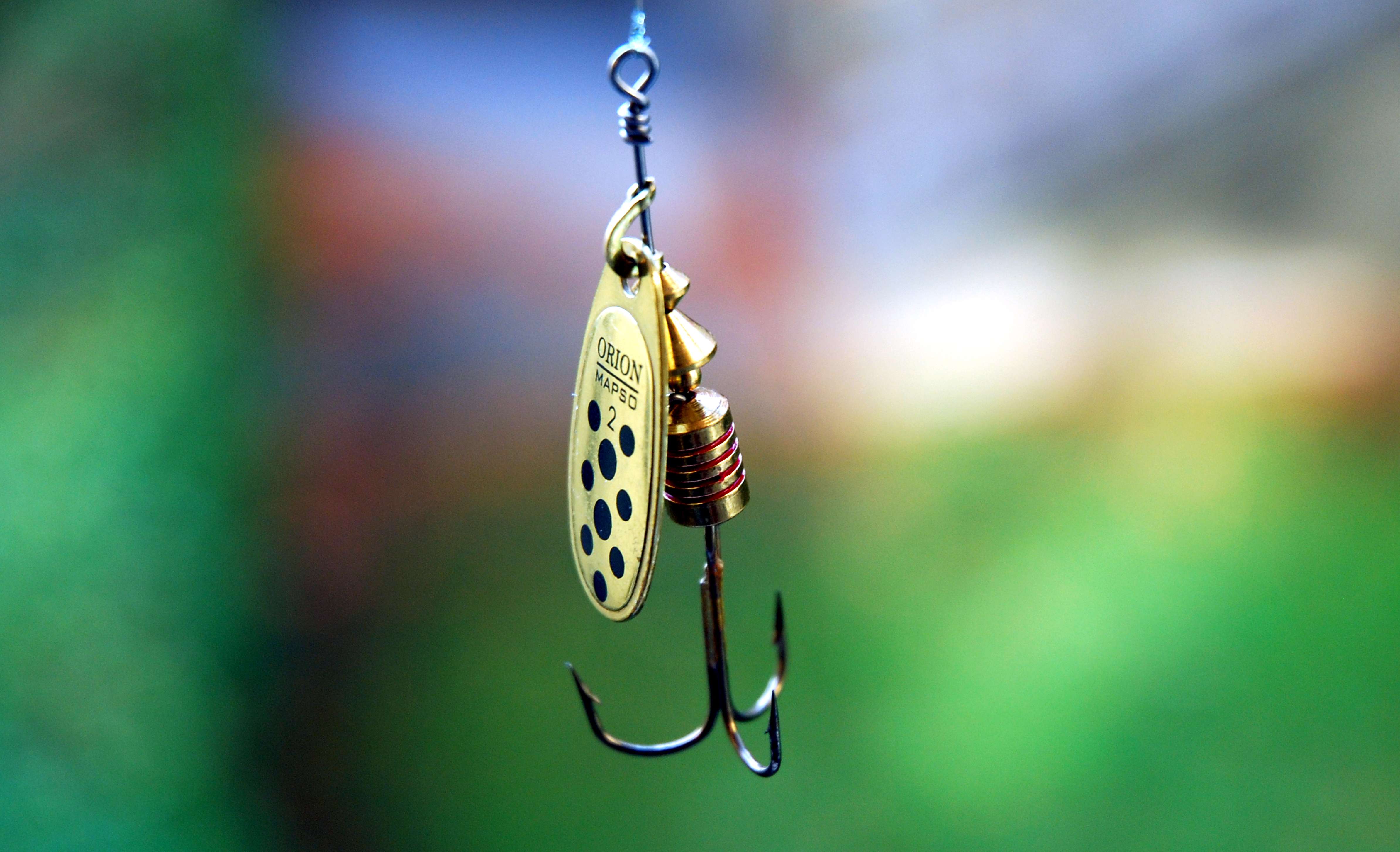
Un tipico cucchiaino rotante da pesca

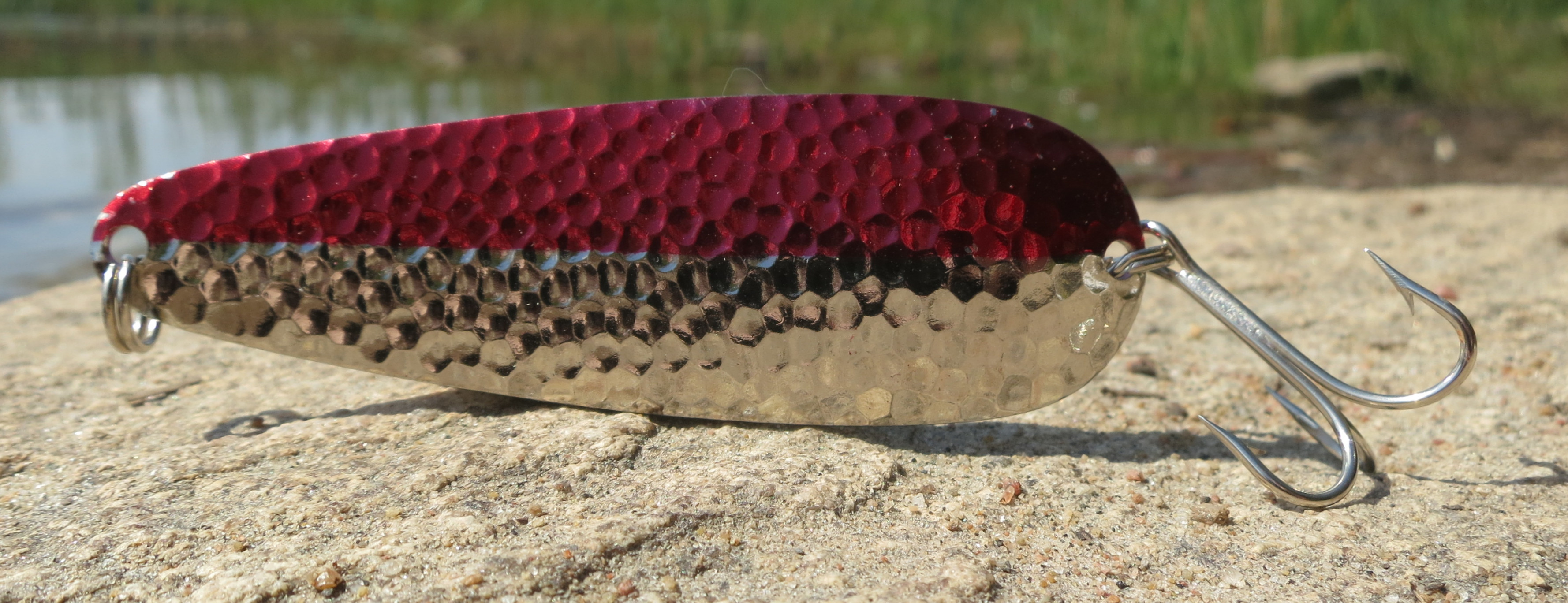
Cucchiaino ondulante da pesca

Con il termine cucchiaino in gergo si indica un particolare tipo di esca artificiale rotante, utilizzata esclusivamente dai pescatori sportivi e non utilizzata nella pesca professionale. 

## Caratteristiche tecniche
Esistono principalmente due tipi di cucchiaino: il rotante e quello ondulante. Nel tipo rotante, l'esca è costituita da un asse in filo di metallo terminante con un triplice amo (ancoretta), che a volte  viene opportunamente modificato sostituendolo con un amo singolo per limitare i danni al pesce. Sull'asse vengono innestati alcuni pesi, talvolta alcuni attiranti e soprattutto una paletta di metallo che, libera di girare attorno all'asse, costituisce la parte strutturale dell'esca rotante. Quando il cucchiaino viene trainato infatti, l'attrito con l'acqua produce la rotazione della paletta attorno all'asse. Tale rotazione emette vistosi effetti di luce e vibrazioni, che inducono il pesce predatore all'attacco dell'esca. Esistono comunque infinite variazioni costruttive nei cucchiaini rotanti, in quanto ci sono dei particolari che ogni casa produttrice adotta, e altri che cambiano in base alla preda che andiamo a ricercare. Per esempio la connessione tra la paletta e il filo di acciaio armonico può essere di due tipi: o un semplice foro in un apice, appositamente sagomato, della paletta stessa, oppure tramite un cavaliere, ossia un ponticello in ottone che tiene vincolata la paletta al filo in acciaio permettendone la rotazione. I pesi posti sotto la paletta possono essere anch'essi di varia conformazione: a forma di proiettile, per essere più performanti nel lancio e per produrre meno vibrazioni in acqua, oppure possono essere formate da più palline di piombo o avere forma di proiettile, ma con i bordi zigrinati per produrre più vibrazioni in acqua.
I cucchiaini ondulanti invece sono molto più semplici a livello costruttivo poiché sono pezzi di metallo variamente sagomati. L'esca opportunamente ondulata, una volta lanciata e recuperata in acqua assume un moto ondulante che inganna il pesce predatore che ritiene l'oggetto un vero e proprio pesce. I primi cucchiaini erano probabilmente veri e propri cucchiai da cucina cui qualche pioniere ha applicato un amo, da qui il nome dell'esca.
A seconda della preda che si intende insidiare esistono in commercio moltissime tipologie di cucchiaini che possono avere diverse forme, colorazioni diversissime, pesi e misure assai variegate. Tale varietà garantisce una possibilità di pesca molto ampia anche in relazione al tipo di profondità a cui sono utilizzati e alla dimensione della preda verso cui ci si indirizza.
I cucchiaini sono una delle esche più utilizzate, per la pratica della cosiddetta pesca a spinning.